# Bandera de Mas de Barberans
La bandera oficial de Mas de Barberans té la descripció següent:
Bandera apaïsada de proporcions dos d'alt per tres de llarg, vermella, amb tres faixes d'amplada d'1/9 de l'alt del drap i situades a una distància d'1/3 de la part inferior i de color blanc, negre i blanc. Al cantó del pal un lis blanc separat per 1/9 i d'alt de 4/9.

## Història
Fou aprovada el 23 d'agost del 1995 i publicada al DOGC núm. 2098, del 6 de setembre del mateix any. Està basada en l'escut heràldic de la localitat.